# Lasergame

## A játék
A Lasergame egy olyan lézerfegyveres csapatépítő akciójáték, amely a paintballal ellentétben nem fájdalmas, viszont annál sokkalta látványosabb, jobban igénybe veszi a reflexeket és jelentős testmozgással is jár. A játékban két csapat méri össze ügyességét egymással egy erre speciálisan kialakított pályán. A küzdelem végén számítógépes kiértékelést, ún. "lőlapot" kapunk amiből kiderül, hogy melyik csapat nyert, a csapaton belül ki lett az első, a második, stb., melyik játékos milyen százalékkal lőtt és kit talált el. Ezek ismeretében mód nyílik mind csapat, mind az egyéni teljesítmény megállapítására.

## A pálya
A lézerharc játékot manapság kültéren és beltéren egyaránt játsszák. Alapvetően terem sportnak indult, de a technika fejlődése lehetővé teszi, hogy a szabad ég alatt is lehessen élvezni ezt a sportot. A tv filmekben a klasszikus sötét szobában lézersugarak között, rengeteg fedezékkel játsszák.

## A felszerelés
A játékhoz szükséges felszerelés áll egy kommandós mellényre hasonlító masszív felsőrészből és egy ehhez csatlakozó lézerfegyverből. A fegyver markolatán két gomb található, ezeket egyszerre benyomva tudunk csak tüzet nyitni. A mellényen és a fegyveren csapattól függően piros vagy zöld színű ledek villognak melyek a játékos láthatóságát és egyben a találati felületeket is jelzik. Ezen találati pontok valamelyikét lelőve szerezhetünk találatot. Ha viszont minket találnak el, akkor rendszerünk 4-5 másodperc erejéig egy hangjelzést követően leáll, mintha "meghaltunk" volna. Ebben a helyzetben sem lőni, sem pedig találatot kapni nem tudunk. Néhány másodperc elteltével újabb hangjelzést követően a fegyver újratöltődik, és a "küzdelem" folytatódhat tovább. A játék idő alatt nincs korlátozva, hogy kit hányszor találhatnak el, és a muníció is úgy van beállítva hogy a leggyorsabb kezű játékos sem tudja kifogyasztani a tárat. A fegyver kijelzőjéről mégis folyamatosan tájékozódhatunk arról, hogy mennyi időnk, életünk illetve lőszerünk van még hátra. Természetesen a rendszer – az élethű helyzetek kedvelői számára – lehetővé teszi az élet és tölténykorlátozást, valamint az újratöltést is.
A Lasergame által használt lézer nagyon kis frekvencián működik és a lézersugár kevesebb mint egy másodpercig világít egyhuzamban. A lézer nagyon kis frekvenciája miatt a játék SZEMRE EGYÁLTALÁN NEM VESZÉLYES, a lövések rövid ideje miatt pedig maga a szembe jutás is szinte kizárt.
- Lasergame